# 대한민국 형법 제172조의2
대한민국 형법 제172조의2는 가스·전기등 방류에 대한 형법각칙의 조문이다. 1항은 가스전기등방류죄를 2항은 가스전기등방류치사죄와 가스전기등방류치상죄를 규정한다.

## 조문
제172조의2(가스·전기등 방류) ① 가스, 전기, 증기 또는 방사선이나 방사성 물질을 방출, 유출 또는 살포시켜 사람의 생명, 신체 또는 재산에 대하여 위험을 발생시킨 자는 1년 이상 10년 이하의 징역에 처한다.
②제1항의 죄를 범하여 사람을 상해에 이르게 한 때에는 무기 또는 3년 이상의 징역에 처한다. 사망에 이르게 한 때에는 무기 또는 5년 이상의 징역에 처한다.[본조신설 1995.12.29.]

第172條의2(가스·電氣등 放流) ① 가스, 電氣, 蒸氣 또는 放射線이나 放射性 物質을 放出, 流出 또는 撒布시켜 사람의 生命, 身體 또는 財産에 대하여 위험을 발생시킨 者는 1年 이상 10年 이하의 懲役에 處한다.
②第1項의 罪를 犯하여 사람을 傷害에 이르게 한 때에는 無期 또는 3年 이상의 懲役에 處한다. 死亡에 이르게 한 때에는 無期 또는 5年 이상의 懲役에 處한다.
[本條新設 1995.12.29.]

## 구성요건
“생명, 신체 또는 재산에 대한 위험”의 발생을 구성요건으로 한다.

## 필요적 감면
제172조 제1항 폭발성물건파열죄의 실행에 이르기 전에(예비, 음모단계) 자수한 때에는 형을 감경 또는 면제한다.

## 같이 보기
- 현주건조물방화치사죄
- 현주건조물방화죄
- 방화죄